# Fabio Rossitto
Pour les articles homonymes, voir Rossitto.
Fabio Rossitto (né à Aviano, province de Pordenone dans la région du Frioul-Vénétie Julienne, le 21 septembre 1971), est un footballeur international italien reconverti entraîneur.

## Biographie
Fabio Rossitto fait ses classes, comme joueur de milieu de terrain, d'abord au sein de la società dilettantistica del Fontanafredda, puis à l'Udinese Calcio. Il intègre l'effectif professionnel de ce club et fait ses débuts en Serie A le 17 janvier 1990, à seulement 18 ans, contre l'équipe de Bologne.
Devenu titulaire en 1992, il est, au centre du terrain et jusqu'à son départ en 1997, l'incontestable maître à jouer du club frioulan, qui, sous la conduite de Alberto Zaccheroni termine 5e lors de la Serie A 1996-1997 et décroche son billet pour la Coupe UEFA 1997-1998. 
Le sélectionneur de l'Équipe d'Italie, Arrigo Sacchi, le retient parmi l'effectif de vingt-deux joueurs appelé à participer à l'Euro 1996, en remplacement de Antonio Conte, blessé.
En 1997, il rejoint Naples et fait partie de son effectif  durant deux saisons, avant d'être transféré à la Fiorentina. Chez les violets pendant trois saisons, il dispute notamment la Ligue des Champions 1999-2000 mais, moins titularisé, il retourne à Udinese en 2002, pour deux saisons, puis tente une aventure à l'étranger en signant avec le Germinal Beerschot d'Anvers, en 2004. 
De retour en Italie en 2005, après sa brève escapade belge, il évolue à la Venezia Calcio, qu'il quitte pour le club amateur de Sacile, la S.S.D. Sacilese Calcio, où il est joueur et entraîneur des débutants jusqu'à la fin de la saison 2006-2007. 
Au début de la saison 2007-2008, il devient l'entraîneur des giovanissimi nazionali (- de 16 ans) de l'Udinese Calcio, puis en décembre 2007, il rejoint, comme joueur, l'Isosystem Sacile, club évoluant dans la Serie A du Championnat amateur FIGC de la région du Frioul-Vénétie Julienne.

## Palmarès
- 1 sélection en équipe d'Italie lors de l'année 1996.
- Vainqueur de la Coupe d'Italie en 2001 avec la Fiorentina.